# Monastère de Shankh

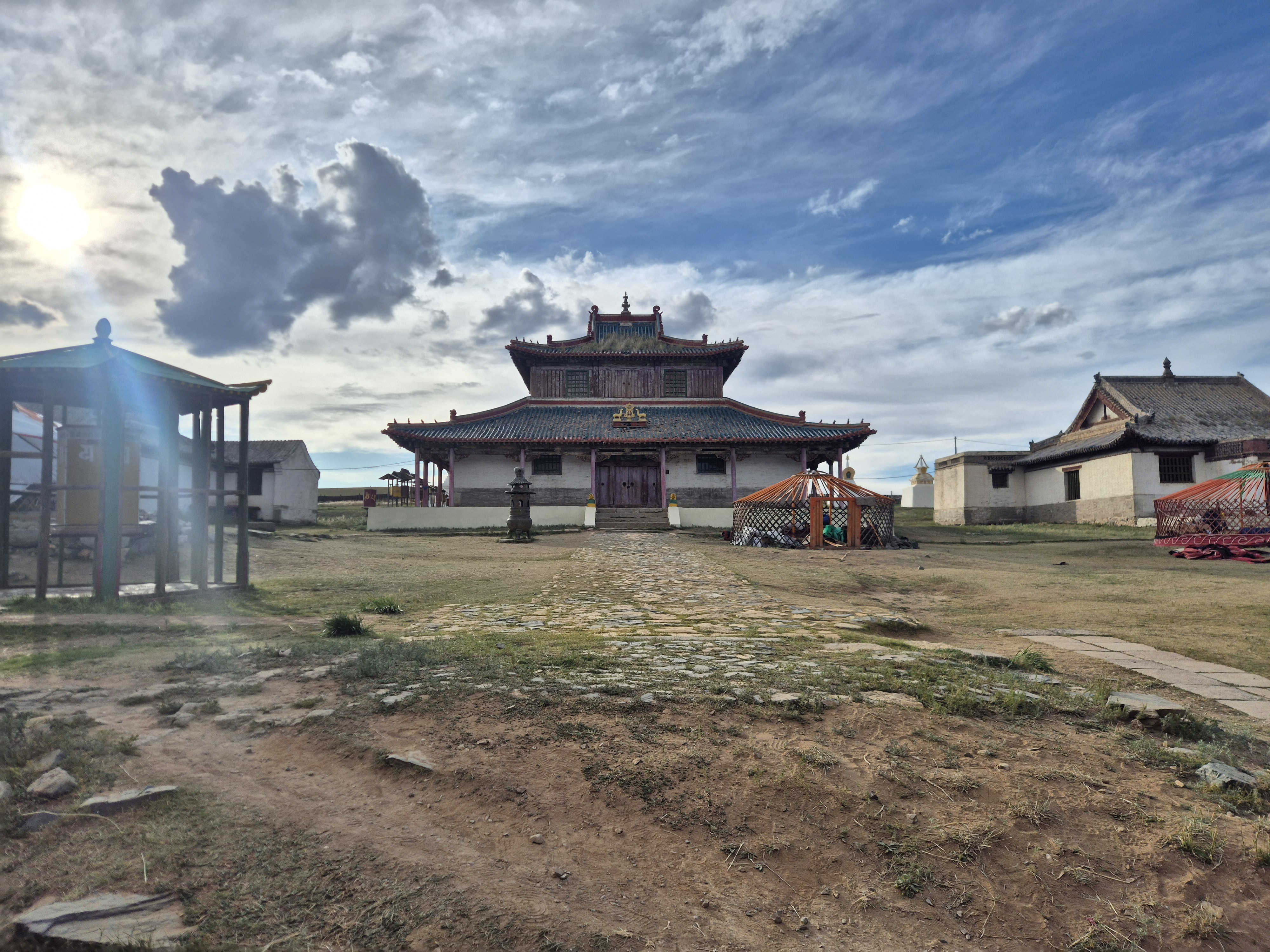
Monastère de Shankh

Le monastère de Shankh, Shank Khiid est un monastère bouddhiste de Mongolie de l'école Gelugpa du bouddhisme tibétain. Le monastère de Shankh est historiquement connu comme le monastère de l'Ouest) est l'un des plus anciens et plus important monastères de Mongolie, fondé en 1647 par Zanabazar. Il est situé dans la province (en mongol : aïmag) d'Övörkhangay. 